# 伯多祿·圖爾克森
伯多祿·圖爾克森（英語：Peter Kodwo Appiah Turkson；1948年10月11日—）是加納籍天主教樞機。伯多祿·圖爾克森出生於迦納，他在紐約的神學院畢業後，大多從事神學教育工作。2009年10月24日至2017年1月1日期间，他由教宗本篤十六世任命為宗座正義與和平委員會主席。他此前曾擔任海岸角總教區總主教。教宗方济各任命他为促进整体人类发展部的第一任部长，该部于2017年1月1日开始运作，目前他继续担任这一职务。该部是将几个领域合并在一个行政管理之下，包括，环境、生态、伦理、所有人的尊严、贫穷和经济，而目前实施的经济（“增长经济”）教宗方济各认为在很多方面都具有破坏性。2020年负责梵蒂冈新冠病毒委员会的管理工作。自2022年6月起，他担任宗座科学院和宗座社会科学院的院长。

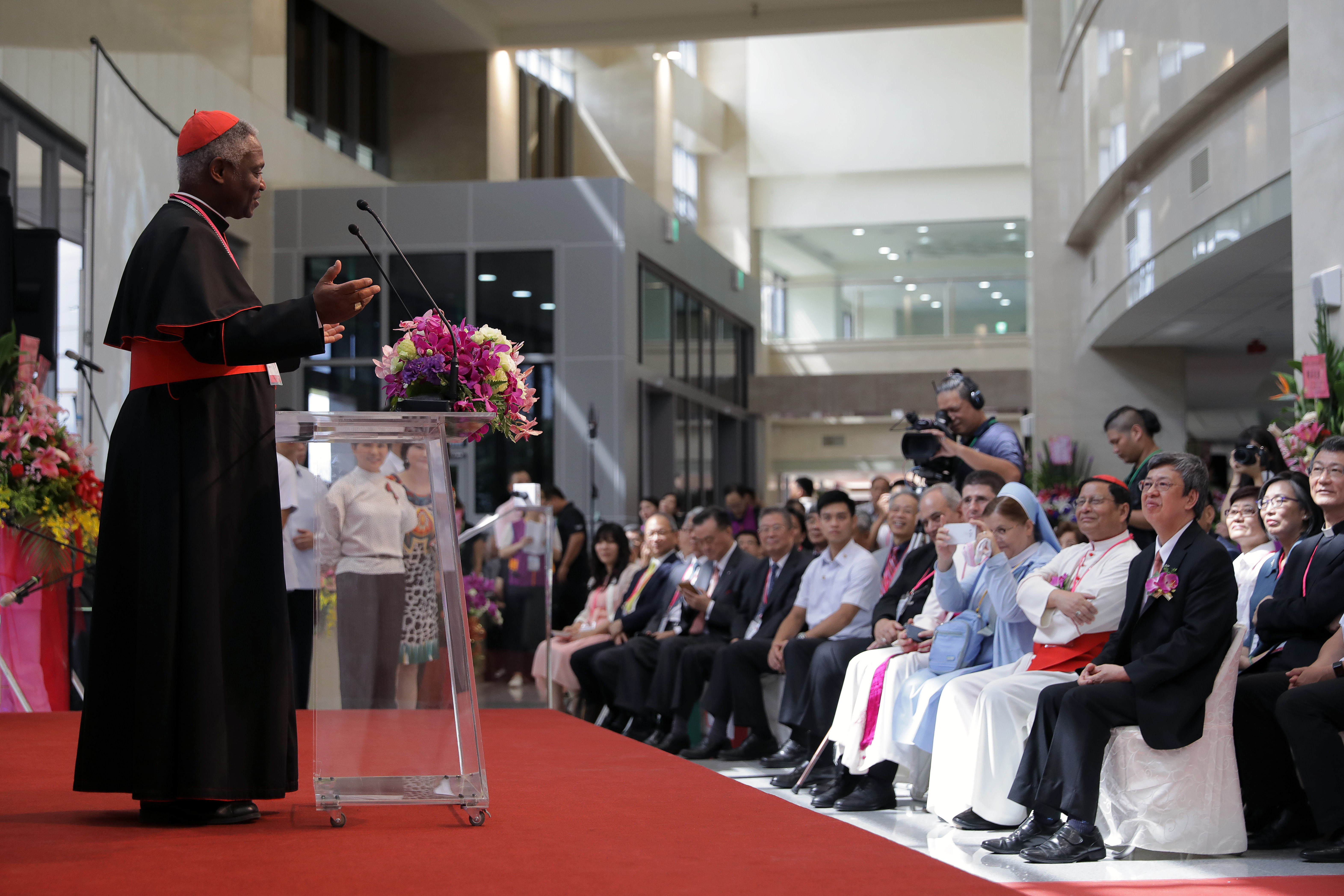
2017年，樞機出席輔大醫院開幕典禮

。